# Kevin Livingston
Kevin Livingston (Saint Louis, 24 maggio 1973) è un ex ciclista su strada statunitense.
Professionista dal 1995 al 2002, ha partecipato a sei edizioni del Tour de France.

## Carriera
Da dilettante vinse il Tour of the Gila nel 1992, una tappa all'Österreich-Rundfahrt e i campionati statunitensi in linea nel 1994. Nella parte finale di questa stagione fu stagista presso la Saturn-Trek. Passò professionista nel 1995 con la Motorola; nelle due stagioni con la squadra statunitense partecipò alla Vuelta a España e vinse una tappa alla Vuelta a Galicia nel 1996. Nel 1997 passò alla Cofidis, vincendo due tappe al Tour de l'Ain. Nel 1999 passò alla US Postal Service e nel 2001 alla Deutsche Telekom, ritirandosi al termine della stagione 2002. Partecipò a sei edizioni del Tour de France, due della Vuelta a España e una del Giro d'Italia.

## Palmarès
- 1992 (dilettanti, una vittoria)

Classifica generale Tour of the Gila
- 1994 (dilettanti, due vittorie)

5ª tappa Österreich-Rundfahrt (Zell im Zillertal > Kaunertaler Gletscher)
Campionati statunitensi, prova in linea dilettanti
- 1996 (Motorola, una vittoria)

3ª tappa Vuelta a Galicia
- 1997 (Cofidis, due vittorie)

4ª tappa Tour de l'Ain
5ª tappa Tour de l'Ain

## Piazzamenti

### Grandi Giri
- Giro d'Italia

2001: 114º
- Tour de France

1997: 38º
1998: 17º
1999: 36º
2000: 37º
2001: 43º
2002: 56º
- Vuelta a España

1995: 106º
1996: 61º

### Classiche monumento
- Milano-Sanremo

1996: 152º
1998: 111º
- Liegi-Bastogne-Liegi:

1998: 100º